# Wyrównywacze ciśnienia (parowóz)
Wyrównywacze ciśnienia – w parowozie urządzenie do wyrównania ciśnienia po obydwu stronach tłoka silnika parowego parowozu. Stosowane w celu zmniejszenia oporów ruchu (uniknięcie hamowania) w trakcie jazdy parowozu z zamkniętą przepustnicą.
Maszyna parowa stosowana w parowozie posiada tłok dzielący cylinder na dwie komory. Podczas pracy silnika świeża para naprzemiennie doprowadzana jest do jednej z komór, z drugiej zaś usuwana jest zużyta. Po zamknięciu przepustnicy jednak kolejne porcje pary nie będą dostarczane, podczas gdy podczas jazdy tłok nadal będzie się poruszał. Próba zassania pary z zamkniętego przewodu spowoduje wytworzenie podciśnienia powodującego hamujące działanie silnika i szarpanie w układzie korbowym. Wyrównywacze ciśnienia łączą obie komory cylindra w takiej sytuacji. Dzięki temu gazy mogą między swobodnie przepływać między komorami bez szkodliwego sprężania i rozprężania. Aby zmniejszyć przepływ gazów maszynista ustawiał rozrząd nastawnikiem na duże napełnienie (jak podczas ruszania)- dotyczyło to rozwiązań z suwakami klasycznymi. 
W maszynach na parę nasyconą wyposażonych w suwak płaski wyrównywacze ciśnienia nie były potrzebne. Różnica ciśnień powodowała uniesienie się suwaka i otwarcie przepływu między komorami. Pierwsze wyrównywacze ciśnienia obsługiwane były ręcznie przez maszynistę. Niedługo potem wprowadzono samoczynne wyrównywacze ciśnienia. Polską konstrukcją tego typu były wyrównywacze inż. Tatary. Po wojnie stosowano także suwaki Trofimowa oraz rzadko suwaki Nikolai - w niektórych maszynach poniemieckich i w amerykańskim Ty246.

## Wyrównywacze ciśnienia Tatary

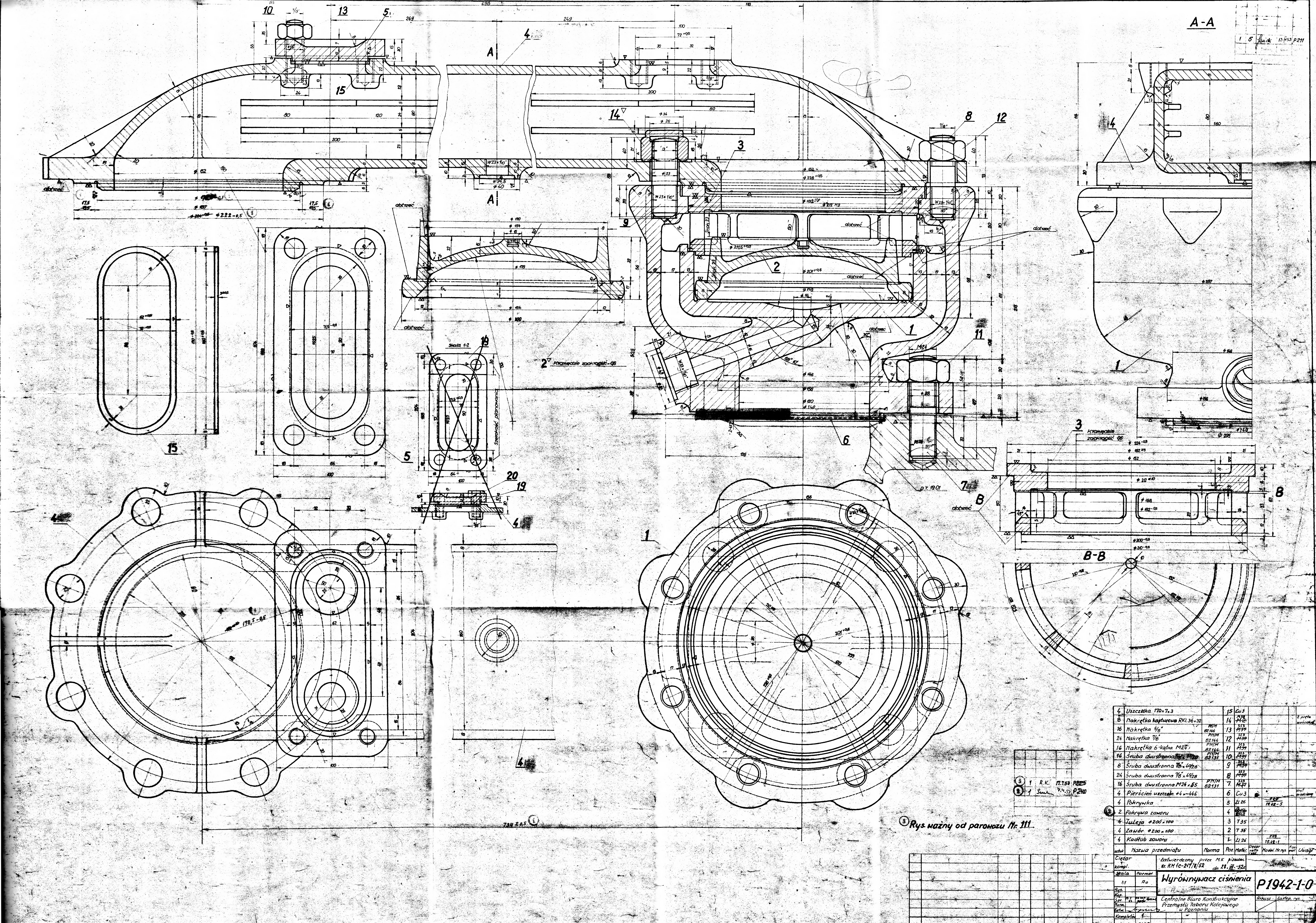
Plany konstrukcyjne wyrównywaczy ciśnienia inż. Tatary.

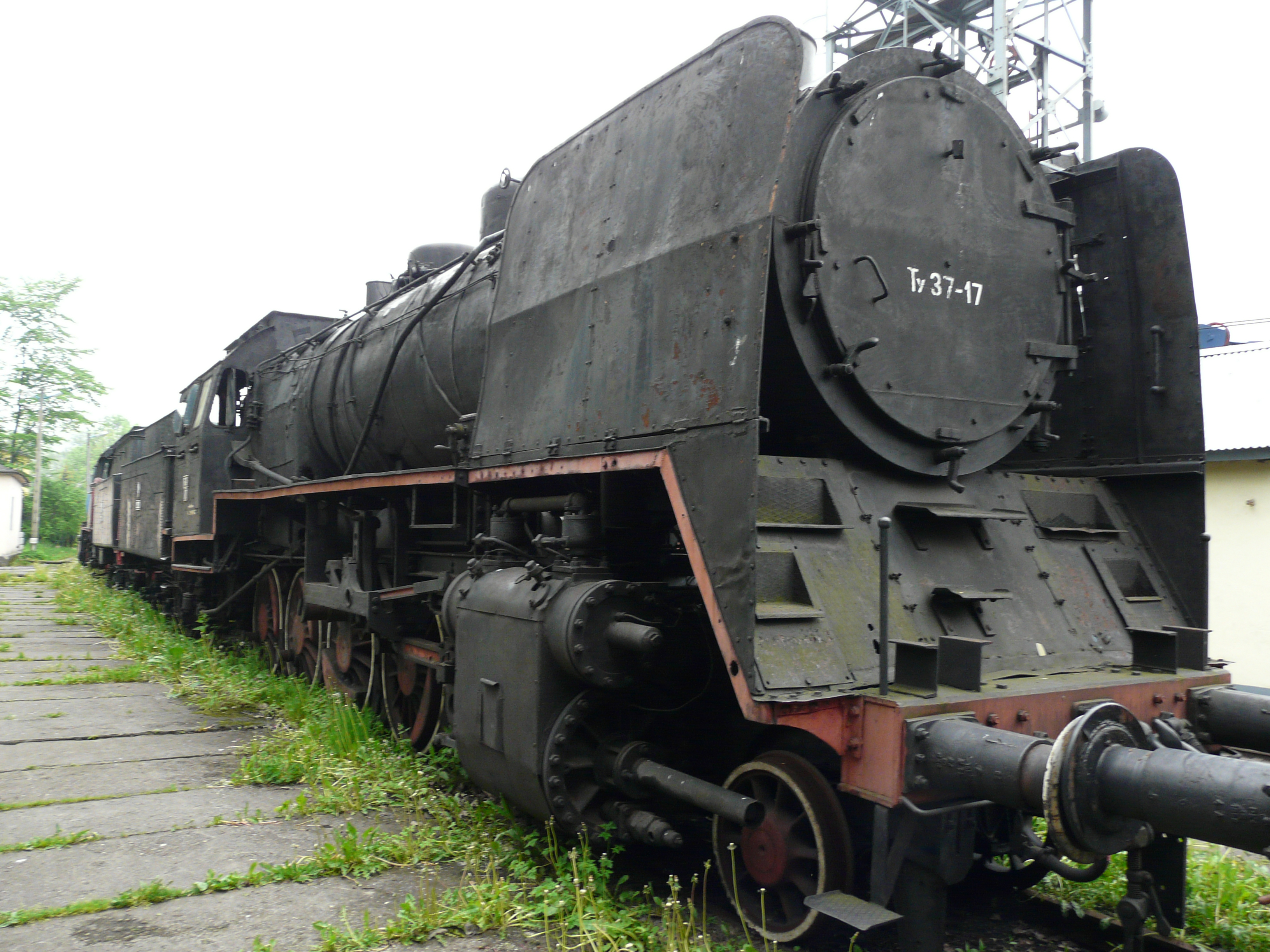
Odsłonięte wyrównywacze ciśnienia Tatary na Ty37.

Skonstruowane przez inż. Franciszka Tatarę. Stosowane między innymi w TKt48 (w większości egz.), Pt47, Pt31, Ty45, OKz32, Ty37, Ol49 (w większości egz.). Jest to konstrukcja zewnętrza montowana ponad suwakami rozrządu maszyn parowych. Ma postać przewodu o kształcie zbliżonym do odwróconej litery U, zakończonego z obu stron specjalnymi zaworami. Najważniejszym elementem urządzenia są zawory połączone przewodem z komorami cylindra. Mają postać krążka z wklęsłym dnem, zamkniętego w cylindrycznym korpusie. Góra korpusu jest otwarta, połączona z przewodem, natomiast górna część ścianek korpusu posiada na obwodzie otwory połączone z komorą cylindra. Dolna ścianka korpusu posiada przewód połączony z głównym przewodem zasilającym doprowadzającym parę do silnika. Gdy przepustnica jest otwarta ciśnienie pary powoduje uniesienie krążka zaworu i zamknięcie otworów łączących przewód wyrównywacza z komorami. Gdy przepustnica zostanie zamknięta, krążek opadnie pod wpływem własnego ciężaru odsłaniając otwory. Dzięki temu komory cylindra zostaną połączone poprzez U-kształtny przewód a powietrze będzie mogło swobodnie przepływać. Urządzenie było identyczne dla różnych serii parowozów. W przypadku zastosowania rozrządu pary z suwakami Trofimowa wyrównywacze ciśnienia nie były potrzebne (zob. niżej). Nie wymagało to istotnej przebudowy maszyny. W TKt48 zwiększono w ten sposób pojemność skrzyń wodnych, gdyż zabudowano miejsce po wyrównywaczach ciśnienia Tatary.
We wcześniejszych (przedwojennych) parowozach eksploatowanych na PKP np. Ty23 stosowano uproszczone  wyrównywacze ciśnienia. Posiadały tylko jeden zawór pośrodku przewodu, którego korpus odlany był razem ze skrzynią suwakową rozrządu.

## Suwaki Trofimowa
Inaczej suwaki rozrządu z tarczami przesuwnymi. Powstały poprzez uproszczenie konstrukcji suwaków Nikolai. Tarcze suwaka mają możliwość przesuwania się po osi suwaka. Możliwość ich przesuwu jest jednak ograniczona. W trakcie pracy z otwartą przepustnicą para pod ciśnieniem dostarczana jest między tarcze. Powoduje to ich rozsunięcie. Suwak działa wtedy jak zwykły suwak tłoczkowy. Po zamknięciu przepustnicy różnica ciśnień panująca po obydwu stronach cylindra spowoduje zsunięcie się tarcz ku sobie. Zsunięte tarcze odsłaniają kanały parowe do obydwu części cylindra i powietrze może się swobodnie między nimi przemieszczać z wykorzystaniem komory suwakowej. Ponieważ na zsunięcie się tarcz potrzeba kilku ruchów suwaka nie należy ustawiać stawidła nastawnika na duże napełnienie zaraz po zamknięciu przepustnicy - odwrotnie niż w suwakach klasycznych rozrządu. Tarcze będą wtedy przysłaniać obydwa kanały parowe i różnica ciśnień nie zadziała na nie.
Stosowane między innymi w Ty51, TKt48, Ol49. W części maszyn montowane fabrycznie, w wielu innych zamontowano je demontując  wyrównywacze Tatary.

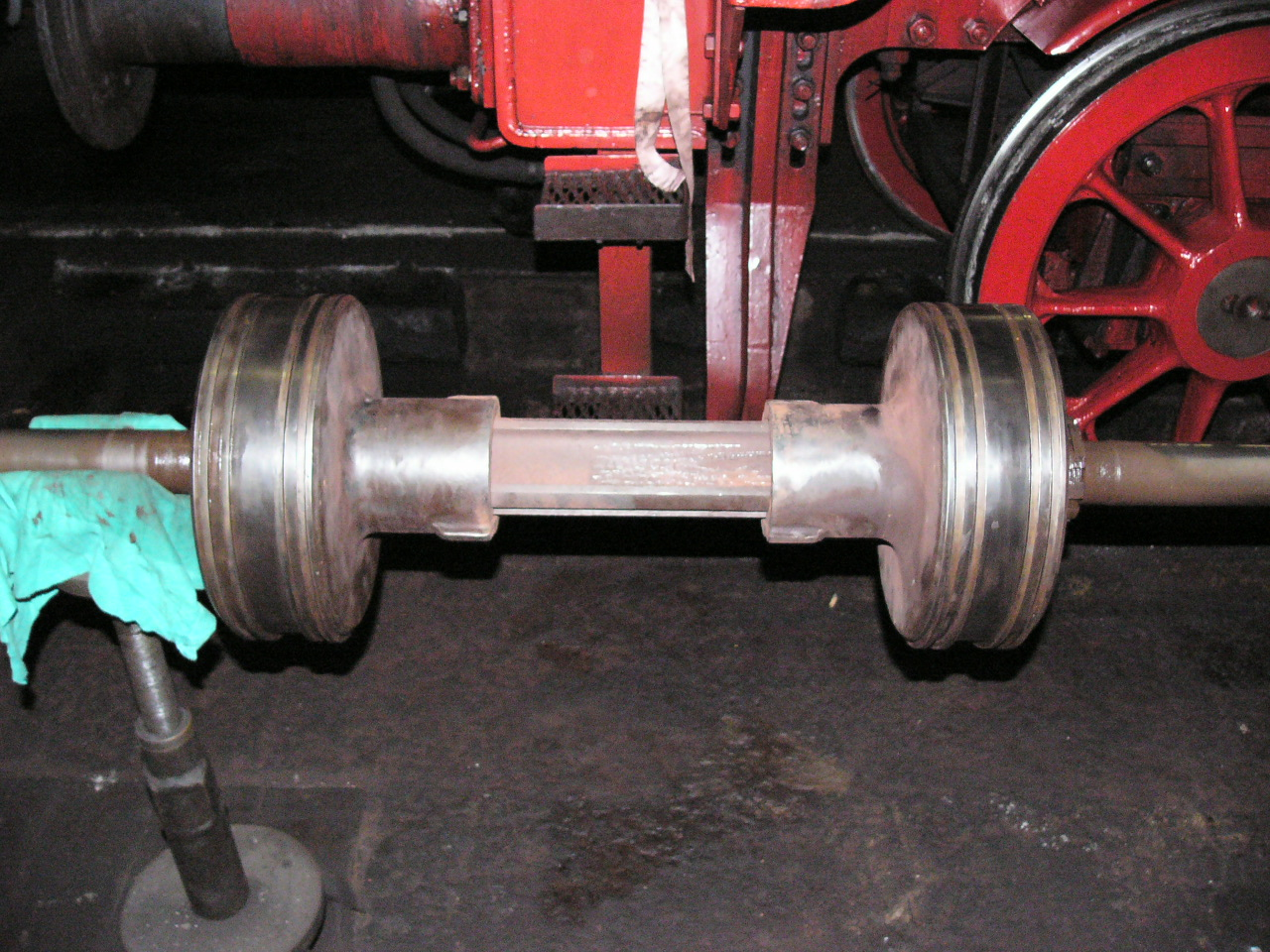
Suwak Trofimowa - tarcze rozsunięte.
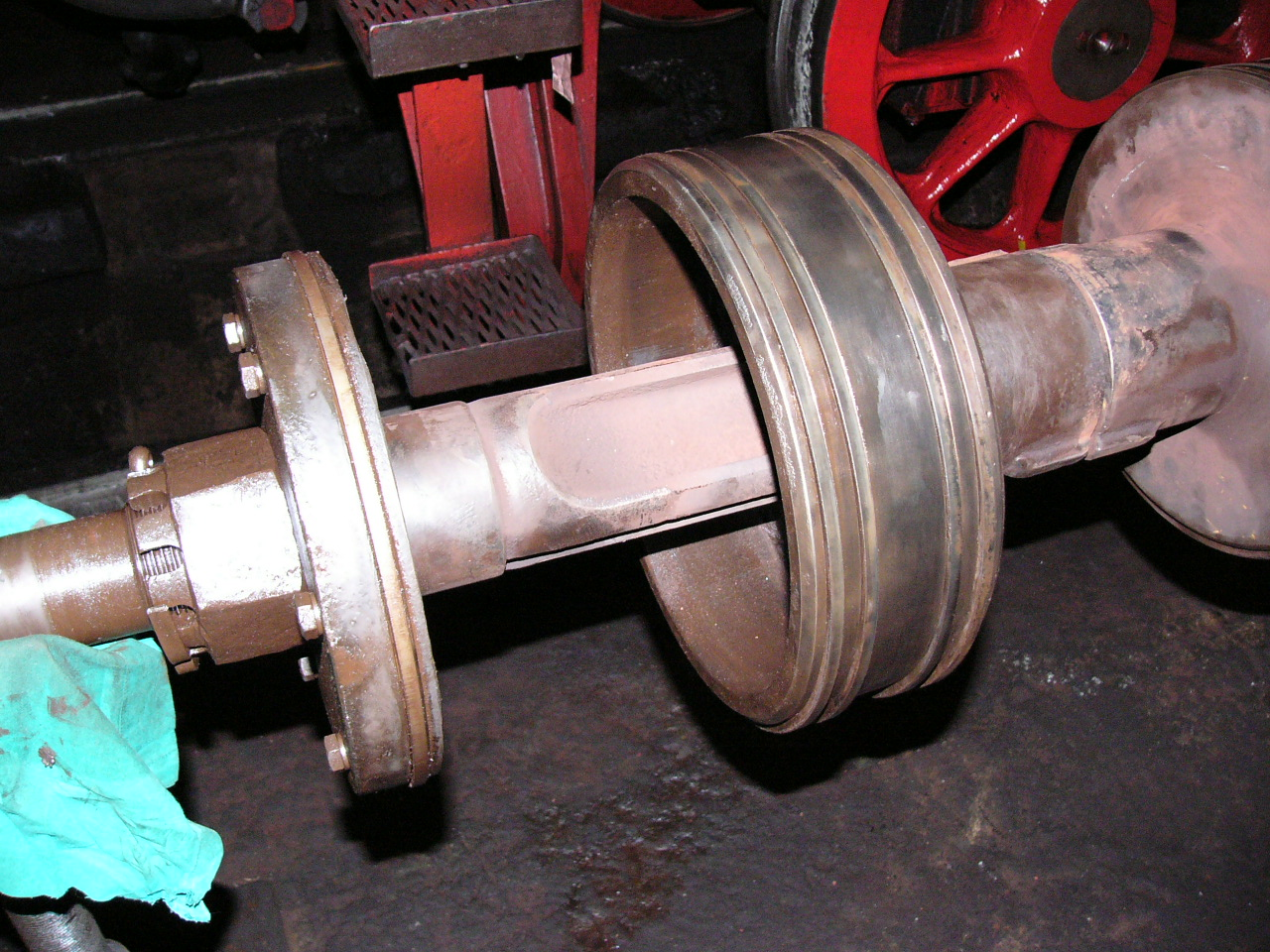
Suwak Trofimowa - tarcze zsunięte.
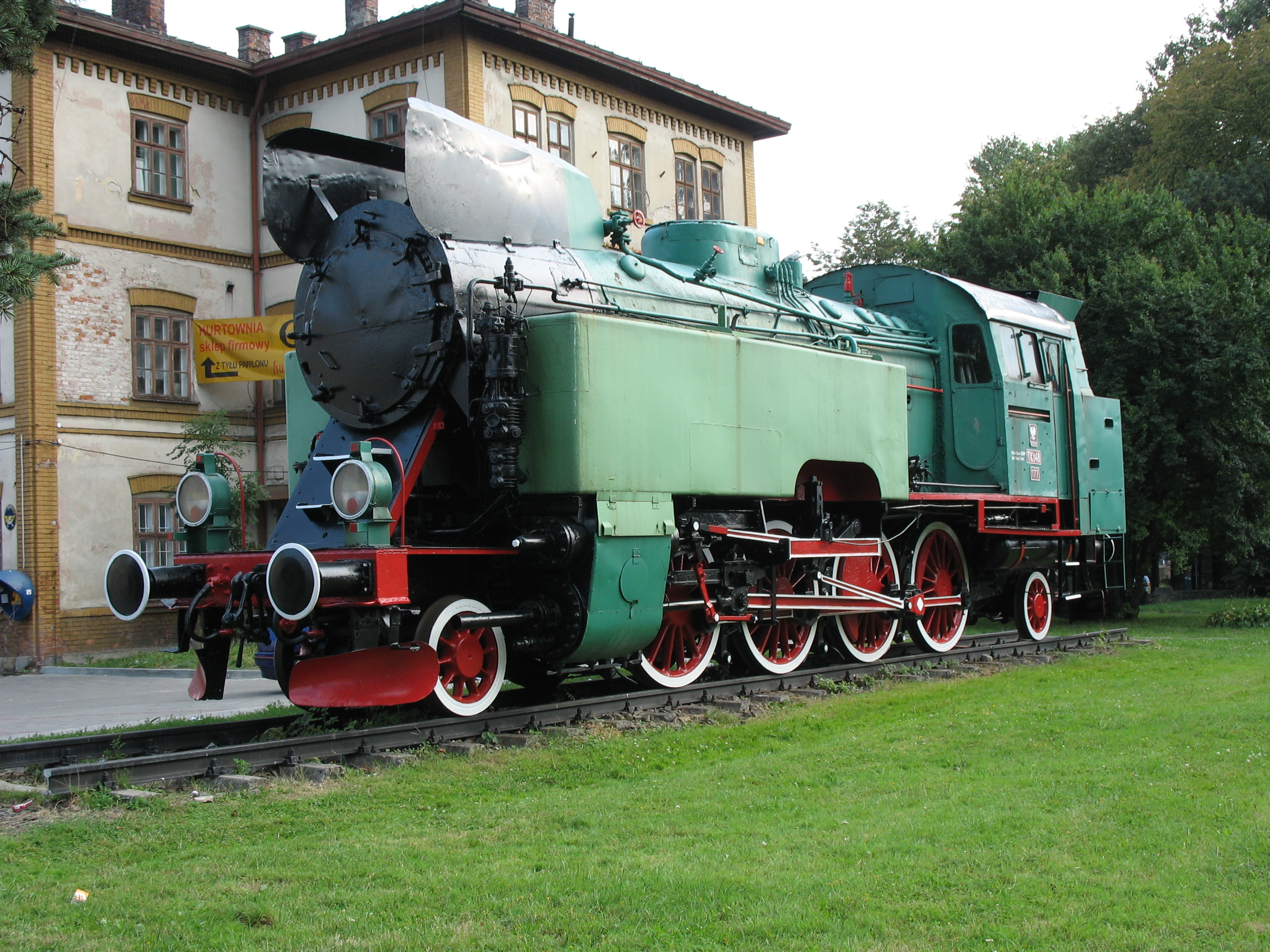
TKt48 drugiej serii produkcyjnej z suwakami Trofimowa. Powiększona pojemność skrzyń wodnych.

## Suwaki Nikolai

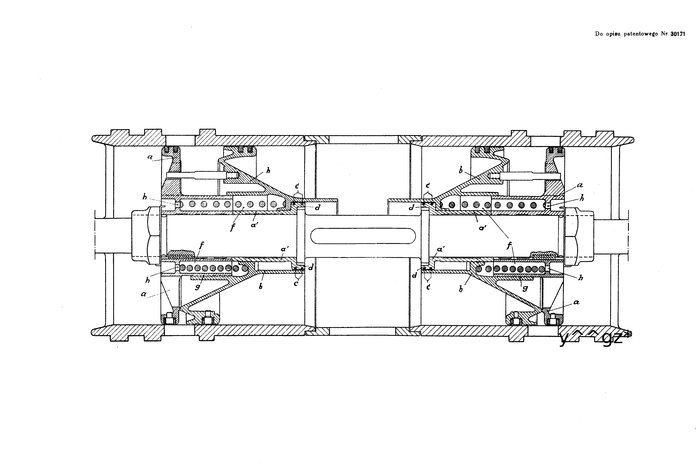
Opis patentowy suwaków Nikolai. Górna część rysunku - praca przy przepustnicy zamkniętej, dolna - otwartej.

Suwaki te były zastosowane w serii parowozów Ty246. Także wykorzystują mechanizm tarcz przesuwnych. Ich konstrukcja jest jednak bardziej skomplikowana. Każda z tarcz dzieli się na dwie części: ruchomą (zewnętrzną) i nieruchomą (wewnętrzną). Pomiędzy zewnętrzną a wewnętrzną częścią tarczy znajduje się sprężyna rozsuwająca je od siebie. Przy otwarciu przepustnicy para powoduje rozsunięcie się części ruchomych i połączenie się ich z częściami nieruchomymi. Suwak działa jak zwykły suwak tłoczkowy. Po zamknięciu przepustnicy sprężyny powodują rozsunięcie części, odsłaniając kanały parowe i otwory w części nieruchomej tarczy umożliwiające swobodny przepływ powietrza. Często następowały awarie sprężyn. Z tego powodu powstał system suwaków Trofimowa będący uproszczoną wersją suwaków Nikolai.